# Fredrik Granatenhjelm

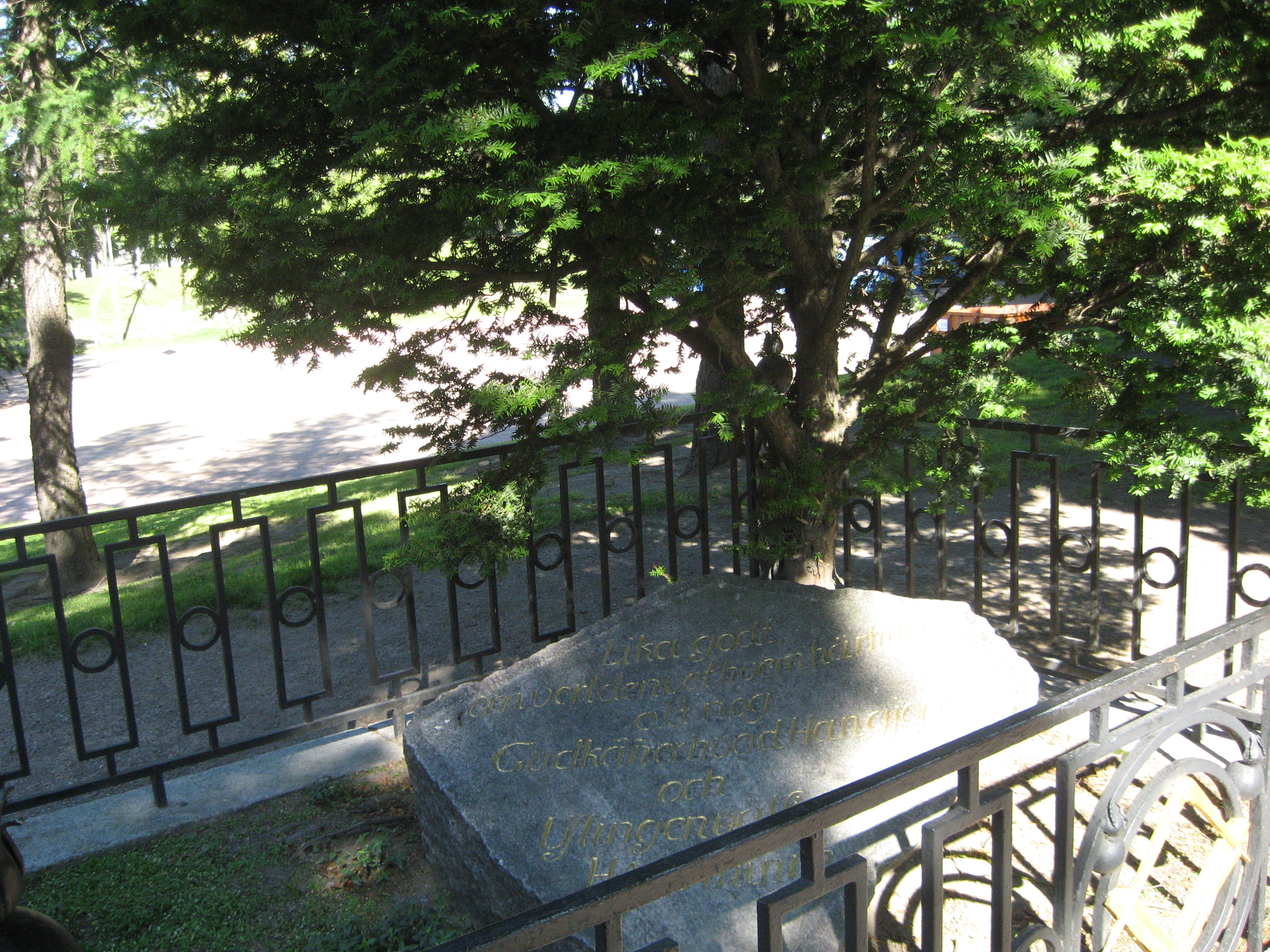
"Frimurarens grav" i Kajsaniemi park i Helsingfors.

Fredrik Granatenhjelm, född Granatenhielm 1 maj 1708 i Odensjö, Barnarps socken, Småland, död 13 december 1784 i Helsingfors, var en svensk militär.
Fredrik Granatenhjelm deltog i kriget 1741–43 och tjänstgjorde därefter på Sveaborg. Där avancerade han till major 1772. Han vägrade svära Gustav III trohetseden efter dennes statskupp. 
Granatenhjelm, som inte var frimurare, men känd för sin fromhet och sitt oklanderliga leverne, testamenterade sin egendom till frimurarnas barnhemsprojekt i Helsingfors. Han är begravd i Frimurarens grav i Kajsaniemiparken. En stiftelse som grundades 1913 uppkallades efter Fredrik Granatenhjelm. Denna verkade för frimureriets återinförande i Finland. År 1923 grundades Föreningen Granatenhjelm r.f. som, utöver välgörenhet, stöder Svenska Frimurare Ordens sjätte fördeling, det vill säga Finland.